# Jelovica (Serbia)
Jelovica (cyr. Јеловица) – wieś w Serbii, w okręgu pirockim, w mieście Pirot. W 2011 roku liczyła 87 mieszkańców.